# Tvrtko II.

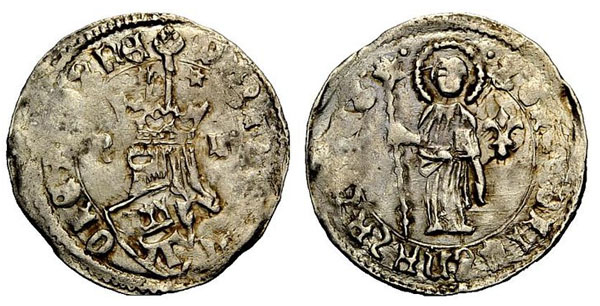
Münze mit dem Wappen Tvrtko II. (um 1435)

Stjepan Tvrtko II. Kotromanić (* um 1380 in Bobovac; † 22. November 1443) war von 1404 bis 1409 und nochmals von 1421 bis 1443 König von Bosnien.

## Biographie

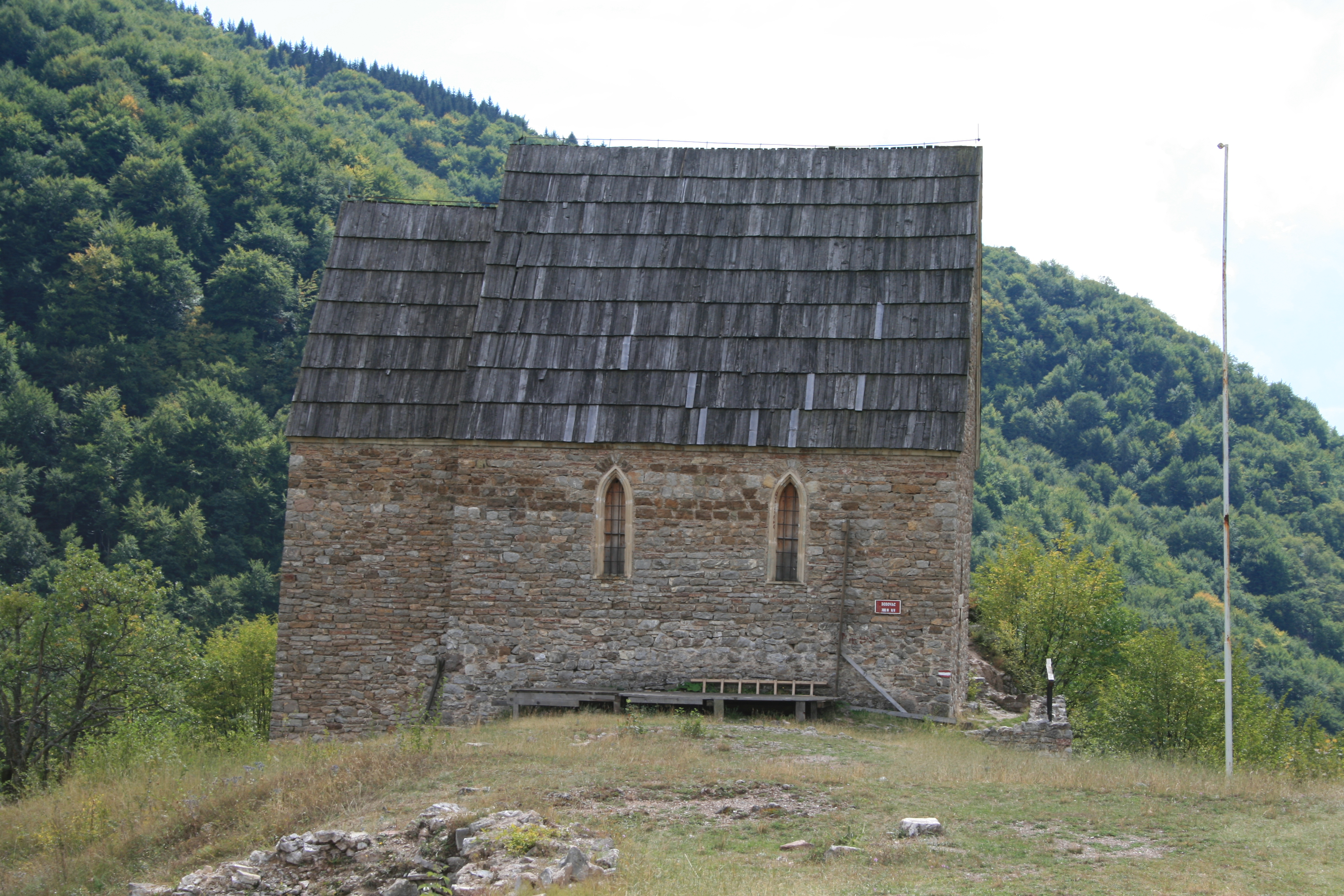
Rekonstruierte Königskapelle in Bobovac

Stjepan Tvrtko II. Kotromanić wurde 1380 in Bobovac bei Vareš geboren. Tvrtko II. war Sohn des Tvrtko I. und der Dorotea, Tochter des bulgarischen Zaren Iwan Strazimir. Sein Vater Stjepan Tvrtko Kotromanić, der erste bosnische König aus dem Haus Kotromanic, nannte seinen Sohn in einer Urkunde gegenüber der Republik Dubrovnik, jedoch nicht namentlich.